# Antonio Renna
Antonio Renna detto Mimmo (Lecce, 2 marzo 1937 – Lecce, 1º febbraio 2019) è stato un allenatore di calcio e calciatore italiano, di ruolo attaccante.

## Carriera

### Giocatore
Crebbe nelle giovanili Juventina Lecce che lo gira in prestito, non ancora diciottenne, al Campobasso in IV Serie, dove fa 8 gol. Rientrato dal prestito, viene preso dalla Fiorentina dove crebbe calcisticamente nelle giovanili, che dopo averlo prestato al Livorno lo cedette definitivamente al Lecce, squadra della sua città. Ha vestito le maglie di Bologna, Lazio e Varese in Serie A, collezionando 150 presenze e 22 gol. Ha militato anche nel Brindisi allenato da Luís Vinício, con il quale ha ottenuto nel 1972 una storica promozione in Serie B, mentre con il Bologna vinse lo scudetto della stagione 1963-1964. Per le scorribande sulle fasce e i suoi dribbling prepotenti, fu soprannominato "il Garrincha dei poveri". Il 29 maggio 1966 ha giocato in prestito nelle file dell’Internazionale di Milano al “Torneo città di Torino” nelle gare contro il Corinthians Paulista vinta dai brasiliani per 3 a 1 e contro la Juventus (3 a 1 per i torinesi il 1º giugno 1966)

### Allenatore
Ha allenato soprattutto squadre di Serie B. La prima panchina importante fu a Brindisi, squadra nella quale aveva chiuso la carriera di giocatore; nella stagione 1974-1975 portò gli adriatici alla salvezza, l'ultima della storia dei biancazzurri in cadetteria. Fu tra i dieci aspiranti tecnici a frequentare il primo corso per allenatori di Coverciano, diretto da Italo Allodi (suoi compagni di corso furono Giovanni Trapattoni, Osvaldo Bagnoli, Luis Suarez, Gianni Di Marzio e Gigi Simoni).
Ricondusse in serie cadetta il Lecce, dopo 27 anni dall'ultima promozione, al termine della stagione 1975-1976, quando subentrò al tecnico Nicola Chiricallo, nella stessa annata in cui i giallorossi fecero registrare l'imbattibilità casalinga e la vittoria della Coppa Italia Semiprofessionisti e della Coppa Italo-Inglese Semiprofessionisti. Al primo anno di B, nella stagione 1976-1977, guidò i salentini al settimo posto finale dopo aver lottato per la promozione in A fino a poche giornate dal termine del torneo ed eliminando il Torino scudettato dalla Coppa Italia. Secondo molti opinionisti dell'epoca, i giallorossi di Mimmo Renna giocavano il miglior calcio della serie B.
Successivamente fu il tecnico dell'Ascoli dei record nella stagione 1977-1978. I marchigiani dello storico presidente Costantino Rozzi ottennero la promozione in Serie A con due mesi d'anticipo e stabilirono il primato assoluto dei punti totalizzati in un campionato di Serie B a venti squadre: 61 (2 punti a vittoria), con 26 vittorie, 9 pareggi e 3 sconfitte; record imbattuto dopo oltre 40 anni, anche rapportando i successivi campionati con la vittoria a 3 punti. Quell'anno, nelle file bianconere si mise in luce Giovanni Roccotelli, inventore della cosiddetta rabona; mister Renna scoraggiava simpaticamente tale pratica tecnica, condannando amichevolmente il suo centrocampista al pagamento di una bottiglia di champagne per ogni cross sbagliato, ma il fantasioso giocatore eseguiva il colpo sempre in maniera esemplare. Renna allenò i bianconeri anche nell'anno calcistico successivo in Serie A, terminandolo al decimo posto in classifica dopo aver battuto la Juventus campionessa d'Italia, allenata da Trapattoni.

Renna, alla guida dell'Ascoli, portato in trionfo dai tifosi dopo la vittoria del campionato di Serie B 1977-1978.

Nel 1979 il presidente del Bari, Antonio Matarrese, lo chiamò ad allenare i biancorossi militanti in Serie B, impegnandosi a organizzare con il tecnico una squadra che potesse (secondo loro e i tecnici baresi) conquistare la massima serie; Renna scelse il progetto della robusta società di Matarrese dopo aver rifiutato le offerte del Genoa e del Bologna e ottenne nella stagione 1979-1980 la salvezza con quattro punti di distacco dalla zona retrocessione (dopo un buon girone d'andata, che vide il Bari nei primi cinque posti di classifica), dopo aver subito gli infortuni dei due attaccanti Libera e Gaudino. Nella stagione 1980-1981, dopo aver rifiutato in estate la prestigiosa offerta del Napoli in serie A, si dimise dopo la 26ª giornata, con 24 punti in classifica.
Successivamente allenò in seconda serie anche il Palermo per due stagioni (6º posto a pari punti con il Perugia nel campionato 1981-1982). Il Palermo di Mimmo Renna è stata una delle squadre più amate dalla tifoseria rosanero. Il gioco fantasioso e spregiudicato dell'allenatore leccese, unitamente alle qualità tecniche di Gian Piero Gasperini, Antonio Lopez, Giampaolo Montesano e il cannoniere Gianni De Rosa, sono ricordati nel capoluogo isolano.
Dopo i due anni trascorsi a Palermo, nell'estate del 1983 non trovò ingaggio immediato, venendo poi chiamato alla decima di campionato sulla panchina del Catanzaro appena retrocesso dalla massima serie; prese il posto di Mariolino Corso, alla guida di una squadra con evidenti difficoltà. Nonostante un buon girone di ritorno, i giallorossi retrocessero mostrando un gioco considerato pregevole.
Nella stagione 1984-1985 fu chiamato sulla panchina del Catania. I rossoazzurri del presidente Angelo Massimino erano tornati in B dopo la retrocessione dalla Serie A del campionato precedente, mantenendo in rosa i due brasiliani Pedrinho e Luvanor; all'inizio la squadra di Renna si propose tra le prime fino alla fine del girone d'andata, ma dopo l'allontanamento del ds Giacomo Bulgarelli (per 5 anni compagno di squadra del leccese, nel Bologna), accusò un calo, ottenendo a fine stagione la salvezza.
L'anno dopo alla guida del Taranto in serie C1, ottenne la promozione in B al termine di un torneo ricordato dagli ionici, che mise in luce il talento estroso del centrocampista Pietro Maiellaro.
Gli ultimi anni della carriera professionistica lo videro sulle panchine di Casertana, Livorno e Giarre in serie C1, prima di uscire gradualmente di scena e accettare incarichi passeggeri fra i Dilettanti. Dal 1999 al 2008 è stato direttore della scuola calcio del Comune di Lecce, su indicazione dell'allora sindaco Adriana Poli Bortone, la quale ebbe a dichiarare che Mimmo Renna, primo calciatore leccese a vincere uno scudetto, fu "il suo mito sportivo della giovinezza".

## Palmarès

### Giocatore

#### Competizioni nazionali
- IV Serie: 1

Lecce: 1956-1957 (girone G)
- Campionato italiano: 1

Bologna: 1963-1964
- Campionato italiano Serie C: 1

Brindisi: 1971-1972 (girone C)

#### Competizioni internazionali
- Coppa Mitropa: 1

Bologna: 1961

### Allenatore

#### Competizioni nazionali
- Campionato italiano Serie C: 1

Lecce: 1975-1976 (girone C)
- Coppa Italia Semiprofessionisti: 1

Lecce: 1975-1976
- Campionato italiano di Serie B: 1

Ascoli: 1977-1978

#### Competizioni internazionali
- Coppa Italo-Inglese Semiprofessionisti: 1

Lecce: 1976